# Europäisches Zentrum für die Förderung der Berufsbildung
Das Europäische Zentrum für die Förderung der Berufsbildung (Cedefop, französisch Centre Européen pour le Développement de la Formation Professionelle, englisch European Centre for the Development of Vocational Training) ist eine Agentur der Europäischen Union und das Referenzzentrum der EU für Fragen der Berufsbildung.
Cedefop wurde am 10. Februar 1975 durch die Verordnung (EWG) Nr. 337/75 des Rates gegründet. Es hatte zunächst seinen Sitz in Berlin, seit der Gründung der Europäischen Zentralbank hat Cedefop seinen Sitz in Thessaloniki, Griechenland. Seit 2019 wird die Agentur auf der Grundlage der Verordnung (EU) 2019/128 betrieben. Sie ersetzte die Verordnung (EWG) Nr. 337/75 des Rates.
Zweck ist es, Informationen und Analysen zu den Berufsbildungssystemen und der Politik, Forschung und Praxis in diesem Bereich zu liefern. Durch Informationen, Forschung und Verbreitungsaktivitäten unterstützt Cedefop Berufsbildungsfachleute dabei, die Berufsbildung in Europa weiterzuentwickeln und zu verbessern.
Cedefop arbeitet unter anderem an der Entwicklung und Implementierung des Europäischen Qualifikationsrahmens mit dem Ziel einer dem Kenntnisstand entsprechenden Anerkennung von Qualifizierungen (European Credit System for Vocational Education and Training).
Über das Internetangebot lassen sich Studien und Publikationen kostenfrei als Download beziehen. Cedefop wird von Vertretern der Arbeitnehmer, Arbeitgeber, den nationalen Regierungen und der Europäischen Kommission betrieben.